# Robbert Keetelaar
Robbert Keetelaar (Hilversum, 1979) is een Nederlands honkballer.
Keetelaar kwam zijn gehele honkballoopbaan uit voor de Bussumse vereniging HCAW in de hoofdklasse die duurde van 1996 tot 2004. In 1996 nam hij als junior deel aan de wereldkampioenschappen. Met zijn vereniging nam hij als werper deel aan de Holland Series van 2002 die verloren werd van DOOR Neptunus. Hij kwam zowel uit als veldspeler als als werper. Momenteel is Keetelaar nog bij zijn vereniging betrokken als pitching coach en jeugdcoach en speelde tot 2013 nog in het tweede team, nu speelt hij softbal bij Heren Softbal 3, het zogeheten "Driemteam". Keetelaar werkt als leerkracht in het lager onderwijs te Hilversum.